# Río Cuerpo de Hombre
Der Río Cuerpo de Hombre (deutsch: „Körper des Menschen“) ist ein etwa 55 km langer Nebenfluss des Río Alagón in der Bergregion der Sierra de Francia im Süden der Provinz Salamanca in der autonomen Region Kastilien-León.

## Verlauf
Der Río Cuerpo de Hombre entspringt – je nach Stärke und Dauer der Regenfälle – in einer Höhe von etwa 2000 bis 2200 m in den Bergen der Sierra de Candelario; er fließt zunächst nach Norden um bei Béjar eine überwiegend westliche Richtung einzuschlagen. Seine Mündung in den Río Alagón befindet sich auf dem Gemeindegebiet von Sotoserrano.

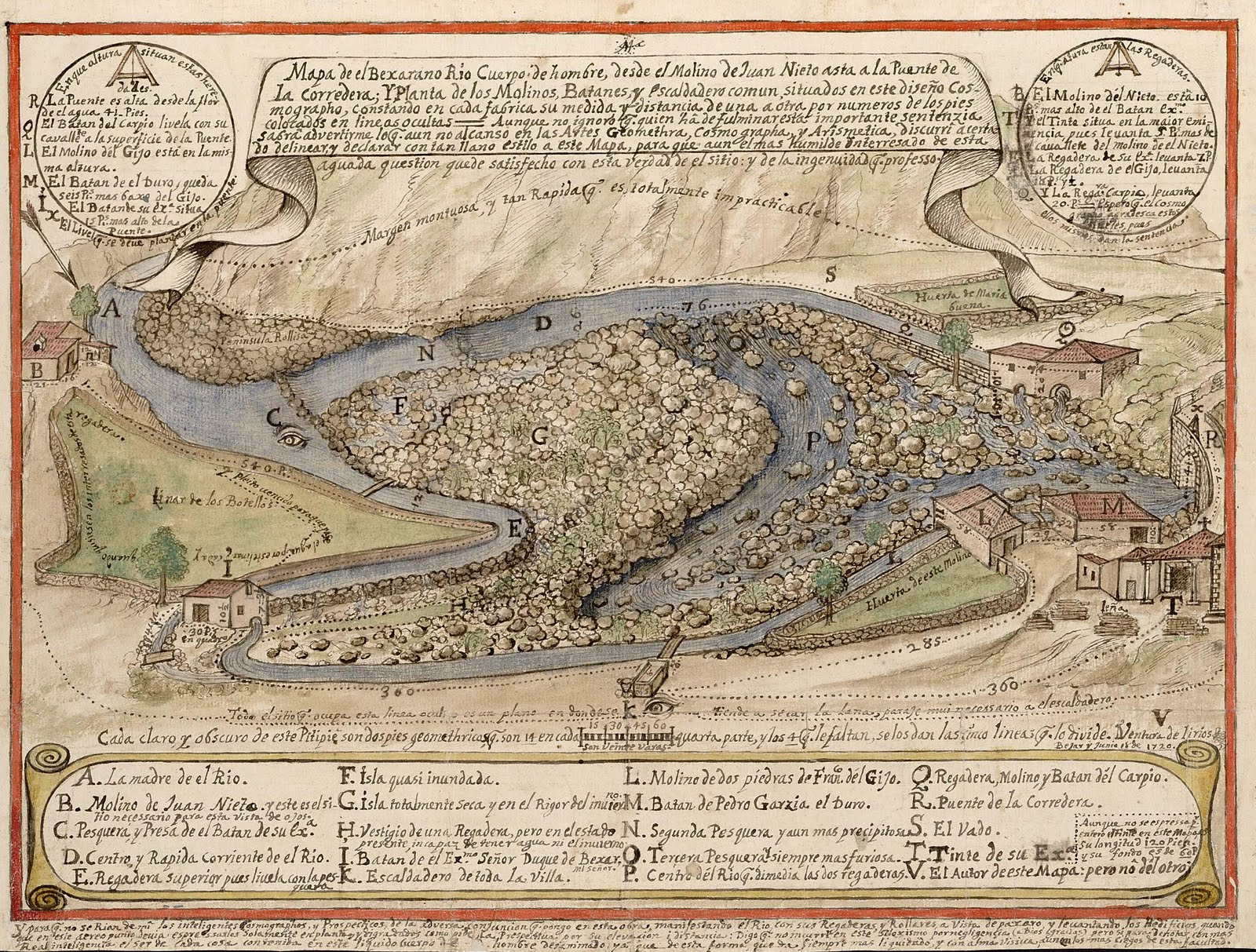
Río Cuerpo de Hombre bei Béjar (1720)

## Nebenflüsse
- Río Frío

## Orte am Fluss
- Candelario
- Béjar
- Montemayor del Río

## Geschichte
Ein Hochwasser zerstörte am 13. Dezember 1617 mehrere Brücken von Béjar bis Montemayor del Río; zwei von ihnen wurden wieder instand gesetzt. Vor allem in Béjar befanden sich mehrere wassergetriebene Mühlen und Textilmanufakturen.

## Sehenswürdigkeiten
Sehenswert sind die Berg- und Hügellandschaften entlang des Flusses und die ca. 13.000 Einwohner zählende Stadt Béjar mit ihrer riesigen Plaza Mayor, an deren Ende jeweils die Kirche und die Burg der Herzöge stehen. Auch die mächtige Burg von Montemayor del Río ist beeindruckend; der Ort selbst wurde als Conjunto histórico-artístico eingestuft.